# Tramlijn 19 (Haaglanden)

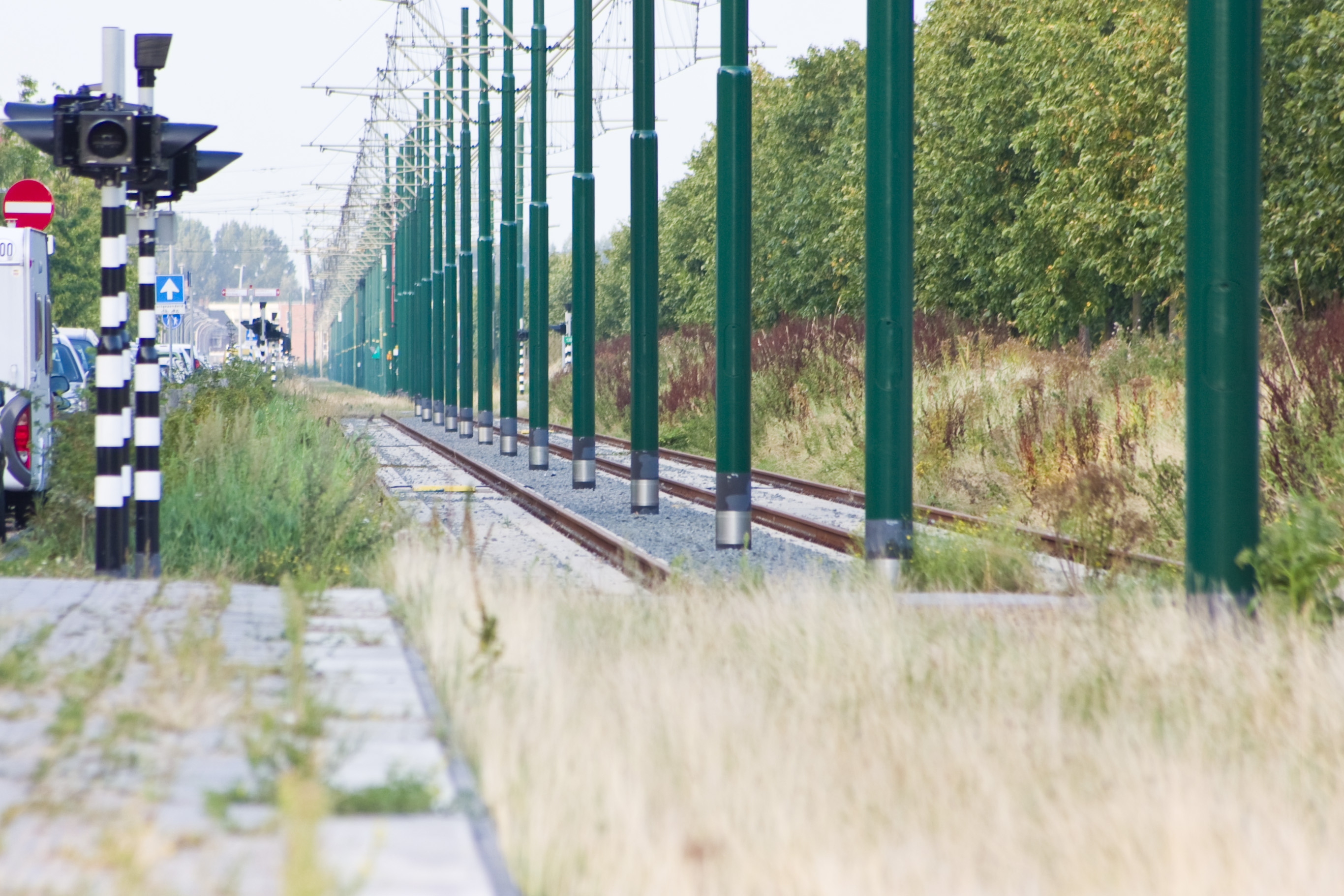
Spoorbedding in 2009

Tramlijn 19 van HTM is een tramlijn in de regio Haaglanden, in de Nederlandse provincie Zuid-Holland. Het is net als tramlijn 11 en 12 een HTM-tramlijn die het centrum van Den Haag niet aandoet.

## Route en dienstregeling
Lijn 19, ingesteld op 1 juli 2010, is een tangentiële lijn die de Technische Universiteit Delft en het in aanbouw zijnde researchbedrijventerrein Technopolis Innovation Park moest gaan verbinden met Leidschendam via de Vinex-locaties Ypenburg en Leidschenveen in Den Haag. De tram doet ook Mall of the Netherlands aan. Het is de enige tramlijn die niet een van de twee grote Haagse stations (Den Haag Centraal en Den Haag Hollands Spoor) aandoet.
Op station Delft en station Ypenburg heeft de lijn overstapmogelijkheden op het landelijke spoorwegennet. Op station Leidschenveen kan overgestapt worden op RandstadRail 3, 4, 34 en de Rotterdamse metrolijn E.
De lijn heeft een lengte van 12 km, waarvan 7 km op nieuw aangelegd spoor. De lijn deelt verder sporen met de lijnen 1, 2, 6 en 15. Een groot infrastructureel werk is de Sijtwendetunnel. De tram doet ca. 30 tot 35 minuten over een rit van begin- tot eindpunt. Tramlijn 19 reed vanaf 2010 op alle tijden elke 15 minuten maar werd gezien de bezetting in 2018 verlaagd tot elke 20 minuten.

## Geschiedenis

### Tramplan 1927
In het Tramplan 1927 was een nieuwe zomerlijn 19 opgenomen, die zou gaan rijden van de Schimmelweg (het eindpunt van lijn 2) via de Calandstraat en de Vaillantlaan(lijn 12), Beeklaan, dan via lijn 14 via Statenplein, en dan via lijn 10 naar de Kranenburgweg bij de zeesluizen. De minder gunstige ontwikkeling van de economie die zich na de beurskrach van 1929 begon af te tekenen werd er de oorzaak van dat deze lijn niet werd voltooid, hoewel er slechts weinig nieuwe rails voor nodig was, omdat er veel over andere lijnen gereden zou worden. Enige 10-tallen meters dubbelspoor in de Calandstraat en onder het spoorviaduct, en een opstelspoor op de Schimmelweg bleven wel nog jaren liggen.

### Vanaf 1990
- Begin jaren '90 stond de zomerse extra dienst bij mooi weer tussen CS en Scheveningen intern bekend als lijn 19. Het nummer werd niet getoond, hoewel het wel op de rol zat. Deze ritten voerden ofwel geen nummer, ofwel lijn 59.[3]
- Op 6 juni 1998 werd lijn 11 versterkt door lijn 19, die echter keerde via Rijswijkse weg en Laakweg.[4]
- 19 werd wel veel gebruikt voor ondersteunende/tijdelijke diensten, zoals de Strandexpress, als extra lijn naar het Congresgebouw, en in 2007 als pendellijn tussen station HS en CS.[5]

### Besluitvorming en aanleg lijn 19
De besluitvorming over de aanleg van lijn 19 verliep moeizaam. Na de eeuwwisseling ontstond aan de TU Delft een discussie over de route van de tram. De TU wilde de lijn via de Schoemakerstraat naar het nieuwe Delftechpark leiden. Studentenorganisaties zagen de tram liever over de Mekelweg lopen, zodat hij zou stoppen nabij de faculteiten. Kort daarna schrapte Haaglanden de gehele tramlijn wegens geldgebrek. In 2004 kwam men weer van deze beslissing terug. De tramlijn zou worden aangelegd en toch over de as van de TU-wijk lopen, om te eindigen bij het te realiseren Technopolis Innovation Park.
De werkzaamheden voor de aanleg begonnen eind 2005. De openingsdatum was voorzien voor rond de jaarwisseling 2007/'08. Er ontstond echter vertraging door een hoger beroep tegen de kap van enkele bomen op de Vrijenbanselaan in Rijswijk. Deze werd tot aan de Raad van State uitgevochten. De opening werd uitgesteld tot eind 2009. In oktober 2009 maakte het Stadsgewest Haaglanden een nieuwe vertraging bekend omdat het traject door de Sijtwendetunnel niet voldeed aan de veiligheidseisen. In 2012 waren de werkzaamheden bij Delft Nieuwe Plantage vertraagd omdat materialen nog niet leverbaar waren. Ook bij het MCH Antoniushove waren werkzaamheden vertraagd. 
Rond 2009 was de verwachting dat het lijn 8 zou worden, omdat het de bedoeling was dat de tramlijnen alleen nog maar de lijnnummers 1 t/m 12 zouden gaan gebruiken. Maar dat hele plan is toch niet doorgezet.

### Tijdlijn
- 1 juli 2010: Lijn 19 werd ingesteld op het traject Leidschendam Leidsenhage – Delft Tanthof.
- 16 april 2011: Lijn 1 en 19 waren voor de duur van negen maanden ingekort tot Delft Station. De Irenetunnel, waar zij doorheen liepen, werd opgebroken om plaats te maken voor een spoortunnel.
- 12 december 2011: Lijn 1 en 19 reden weer de volledige route tussen Station Delft en Delft Tanthof (Abtswoudsepark). Ook reden de lijnen 1 en 19 met een nieuwe tramhalte: Martinus Nijhofflaan. Deze verving de halte Aart van der Leeuwlaan. In de Delftse Spoorzone werd een nieuw, tijdelijk tracé aangelegd, aan weerszijden van de tramhalte Delft Station.
- 8 april 2013: Lijn 19 werd voor de duur van zes maanden verlengd naar Leidschendam Noord. Bij de eindhalte MCH Antoniushove werd de keerlus omgebouwd tot een kopeindpunt en de tramhaltes werden vernieuwd. Tevens werd de halte Nieuwe Plantage tijdelijk opgeheven wegens de aanleg van een kopeindpunt.
- 7 oktober 2013: Het eindpunt van lijn 19 in Delft werd ingekort tot de halte Nieuwe Plantage, waar gebruik werd gemaakt van het nieuw aangelegde kopeindpunt.
- 18 december 2017: Lijn 19 werd verlengd van Nieuwe Plantage naar Delft Station. Het derde spoor op de Westvest werd in gebruik genomen.[7]
- 9 januari 2022: De haltenaam Leidsenhage werd gewijzigd naar Mall of The Netherlands.
- 7 april 2025: Lijn 19 werd van maandag 7 april t/m donderdag 22 mei ingekort tot Nootdorp Centrum, het eindpunt van lijn 15, waar lijn 19 had kopgemaakt. Tevens is het kopspoor bij halte Nieuwe Plantage verwijderd vanwege herinrichting van de omgeving.
- 23 mei 2025: Lijn 19 rijdt weer de volledige route tussen Leidschendam (HMC Antoniushove) en Station Delft.

## Dienstuitvoering
Voor de dienstregeling in 2013 werd beslist tramlijn 19 geschikt te maken voor de Haagse RegioCitadis. De haltes werden aangepast en op een aantal plekken werd de situatie veranderd, met name de verbouwing van keerlus naar een kopeindpunt bij HMC Antoniushove. Sinds 7 oktober 2013 wordt met dit type op lijn 19 gereden.
Lijn 19 wordt bereikt vanaf remise Zichtenburg door via lijn 9, de tunnel bij station HS, de Jan van der Heijdenstraat en lijn 15 te rijden. Daar dit een lange en dus kostbare route is zijn er allang plannen voor een remise aan lijn 19. Eerst zou die aan de Zuiderweg in Rijswijk komen, maar na protesten ging dat niet door. Inmiddels is besloten dat de remise bij het Prins Clausplein komt, met aansluiting op lijn 19 bij station Ypenburg. Lijn 1, 15 en 19 kunnen er gebruik van gaan maken. Zij hoeven dan niet meer de hele stad door, en dat scheelt in de kosten.

### Vervoerswaarde
Er werd rekening mee gehouden dat lijn 19 de eerste jaren een geringe vervoerswaarde zou hebben vergeleken met de overige Haagse tramlijnen. Niet voorzien was de lange duur van deze periode (meer dan een decennium).

## Traject / Verlenging

### Inkorting tot Nieuwe Plantage
Tramlijn 19 zou vooralsnog in Delft niet door kunnen rijden voorbij Station Delft, enerzijds vanwege de toekomstige verlenging naar Delft TU Campus, anderzijds vanwege de uitgestelde aanpassingen voor tramlijn 1. Echter, naar Delft Station was dit ook nog niet mogelijk door werkzaamheden met betrekking tot de spoortunnel. Als gevolg hiervan werd besloten om in 2013 een kopeindpunt te maken bij de halte Nieuwe Plantage, Van 2013 tot 2017 konden passagiers station Delft alleen bereiken door over te stappen op tramlijn 1. De tijdelijke kopeindehalte voor tramlijn 19 aan de Nieuwe Plantage werd met spoorwerkzaamheden in 2025 verwijderd.

### Verlenging tot Station Delft
Op 18 december 2017 werd lijn 19 weer verlengd van Nieuwe Plantage naar Station Delft. Om de tram bij Station Delft te kunnen keren werd een derde spoor aangelegd op de Westvest en werd de tramhalte aan de Westvest gewijzigd.
Het derde spoor op de Westvest is mede bedoeld om na verlenging van de lijn in de spitsuren extra trams te kunnen laten rijden op het traject Delft Station - TU Campus.

### Verlenging naar Technopolis Innovation Park

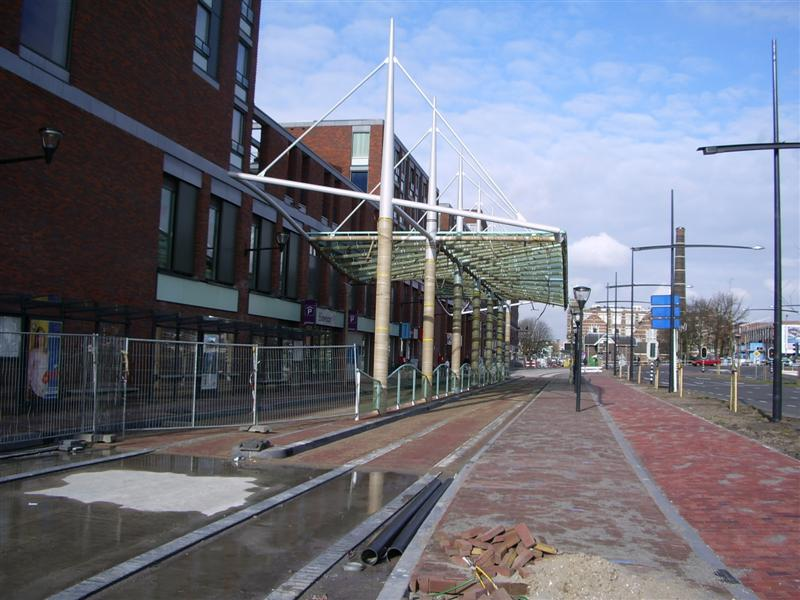
De vernieuwde bushalte Zuidpoort in Delft in 2006, waarbij al rekening is gehouden met de tramlijn.

Op 27 november 2015 werd door de gemeente Delft, de provincie Zuid-Holland en de Metropoolregio Rotterdam-Den Haag een intentieovereenkomst getekend inzake de voor tramverkeer noodzakelijke vernieuwing van de Sint Sebastiaansbrug. Op basis van een eerste verkenning werd gedacht dat de oplevering van de nieuwe brug begin 2020 zou kunnen plaatsvinden, waardoor tramlijn 19 voor de zomer van 2020 richting het Technopolis Innovation Park zou kunnen rijden.
De ingebruikneming moest echter uitgesteld worden, in verband met elektromagnetische straling die vrij zou komen van de bovenleiding en de trams, die het wetenschappelijk onderzoek op de omliggende onderzoekscentra kan verstoren. De RegioCitadis- en Avenio-trams veroorzaken meer straling dan de oudere GTL8 waarop de ontwerpen oorspronkelijk gebaseerd zijn. In juli 2020 werd duidelijk dat aanvullende maatregelen nodig zijn om de straling te beperken, wat tot verdere vertraging leidde.
De bovenleidingpalen werden dichter tegen elkaar geplaatst en er werd extra spoorstaafisolatie aangebracht. Verder werd de lijn met ongeveer 700 meter ingekort tot voor de kruising met de Kruithuisweg. Om vestiging van hoogwaardig onderzoek in Technopolis mogelijk te houden, werd afgezien van passage van de tram door dit bedrijventerrein naar het oorspronkelijke eindpunt. De Van den Broekweg werd gekozen als nieuwe eindpunt voor de tram, waarmee een toekomstige verlenging naar de Campus-Zuid mogelijk blijft.
Voor het traject over het Mekelpark werd een Elektromagnetisch reductie systeem (EMrs) ontwikkeld dat moet waarborgen dat onderzoeken in de TU Delft niet verstoord worden door de trams. De spoorbedding bestaat onder meer uit een 57 cm dikke laag vezelbeton. In 2023 werden de werkzaamheden tijdelijk stilgelegd wegens leveringsproblemen van bouwmaterialen. In het najaar van 2024 werd een nieuwe planning bekendgemaakt, waarbij de ingebruikname werd gesteld op de zomer van 2026, na een testperiode van een jaar.

### Mogelijke verlenging naar Rotterdam
In 1980 werd al voorgesteld om lijn 1 aan de Rotterdamse lijn 1 te koppelen. In 1988 werd er opnieuw voor gepleit.Van begin jaren 2010 werd wederom voorgesteld het HTM-tramnet (lijn 1 of 19) te verbinden met het RET-tramnet, of directe tramlijnen aan te leggen vanuit Den Haag / Delft en Rotterdam naar vliegveld Rotterdam The Hague Airport. In 2016 werd tussen de bestuurders van regio en gemeenten afgesproken dat naar de mogelijkheden onderzoek zou worden gedaan.

## Foto's

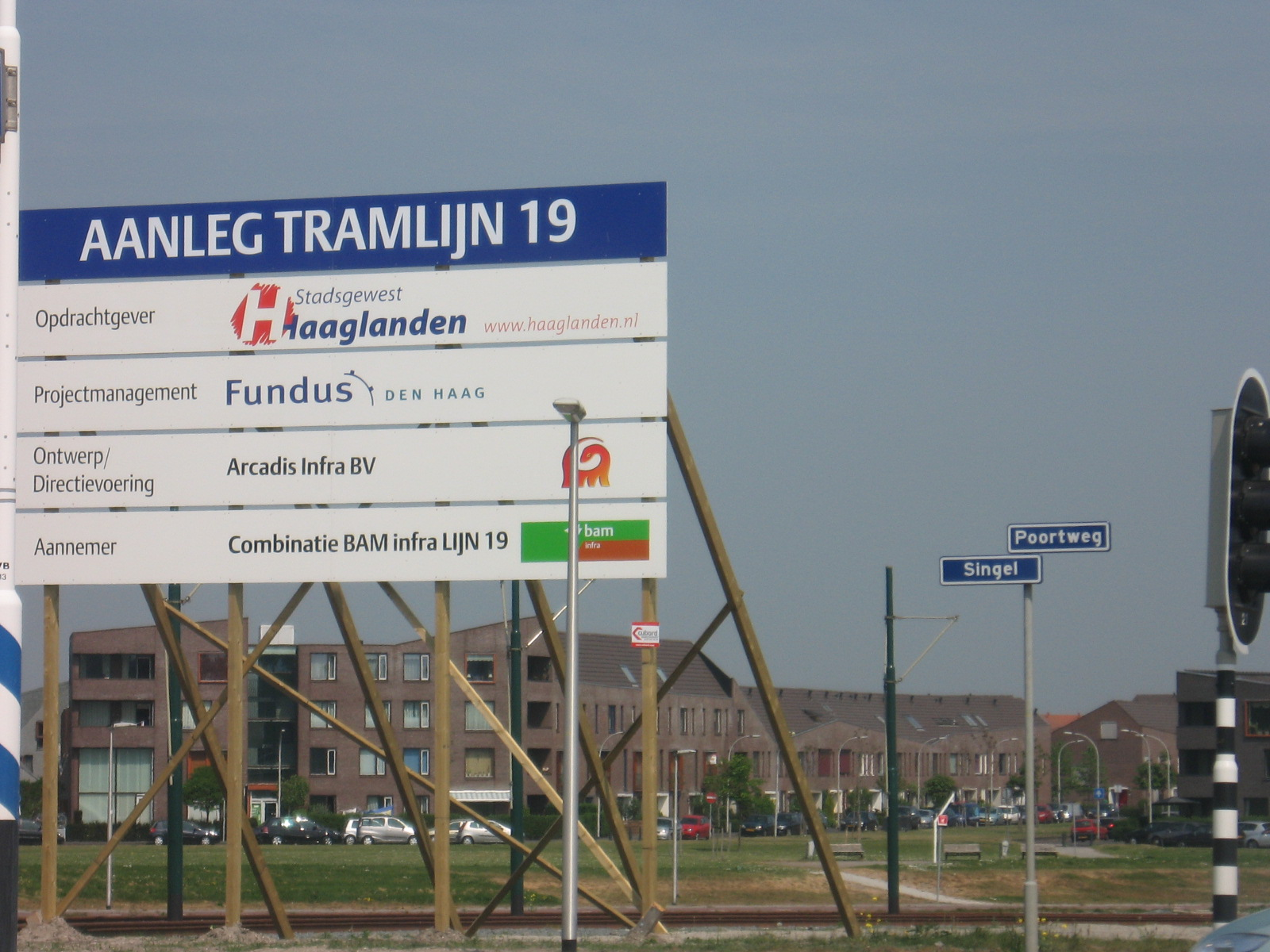
Bord aanleg lijn 19 in Ypenburg
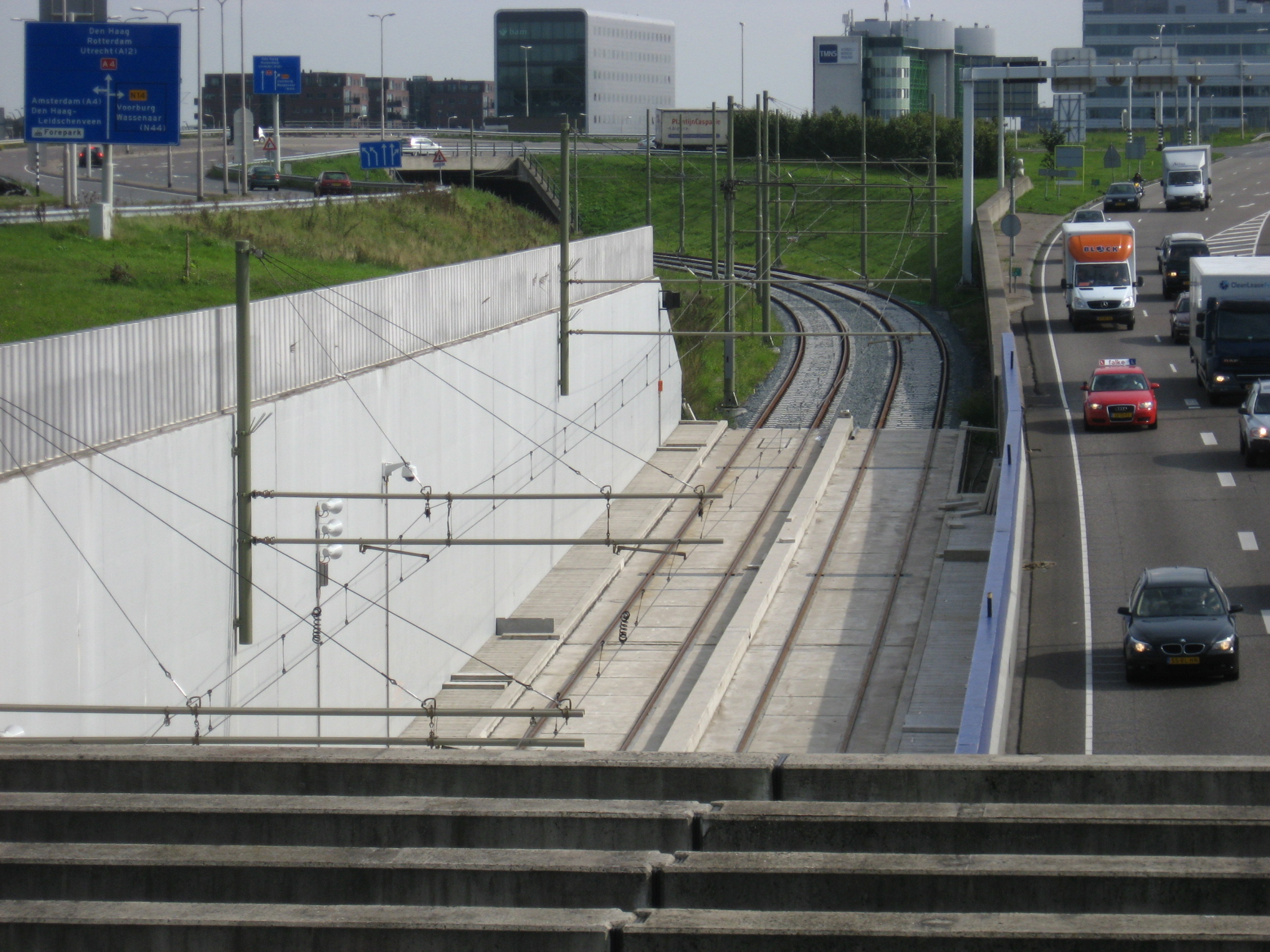
Toegang tot de Sijtwendetunnel
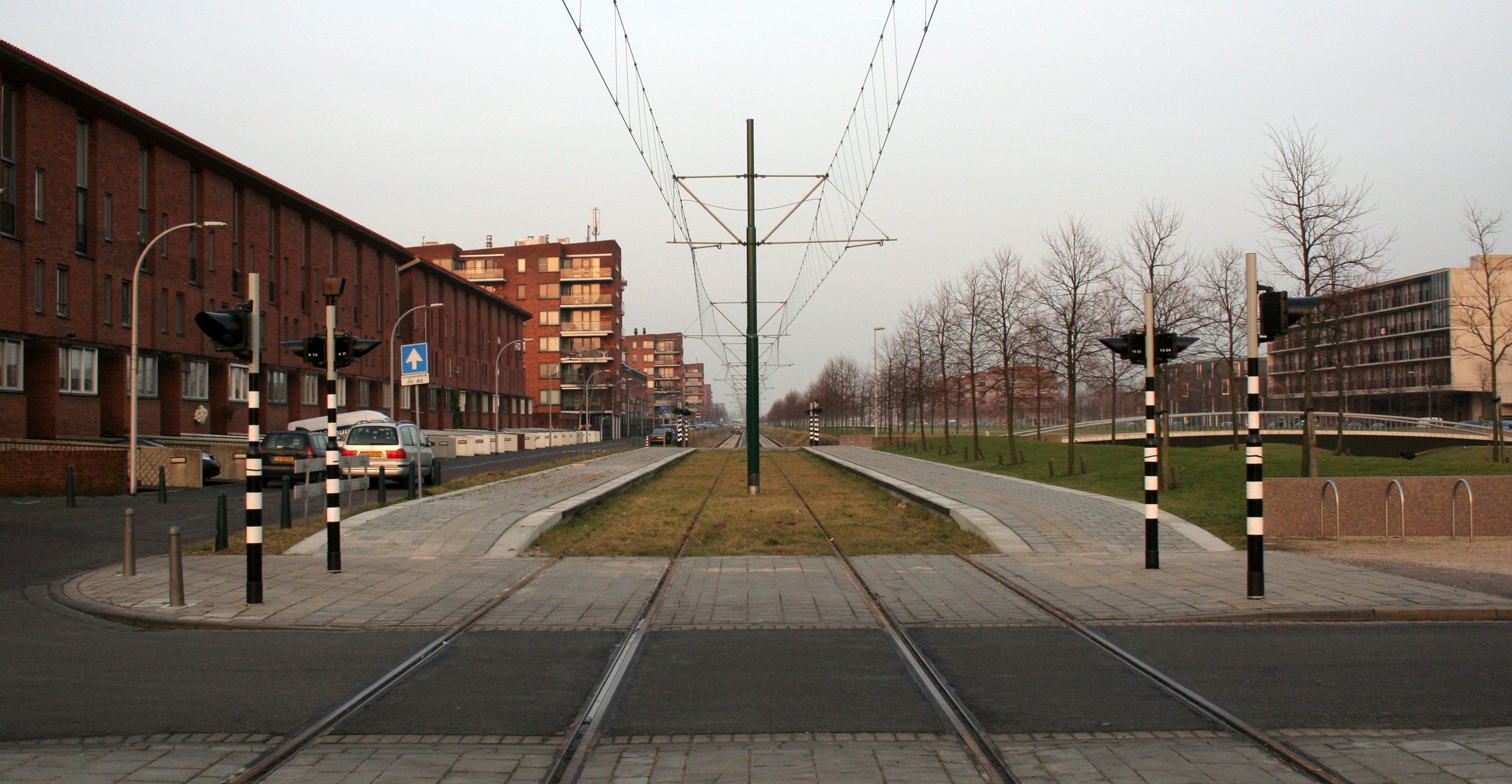
De halte Landingsbaan Zuid (nu halte Anthony Fokkersingel) begin 2009.
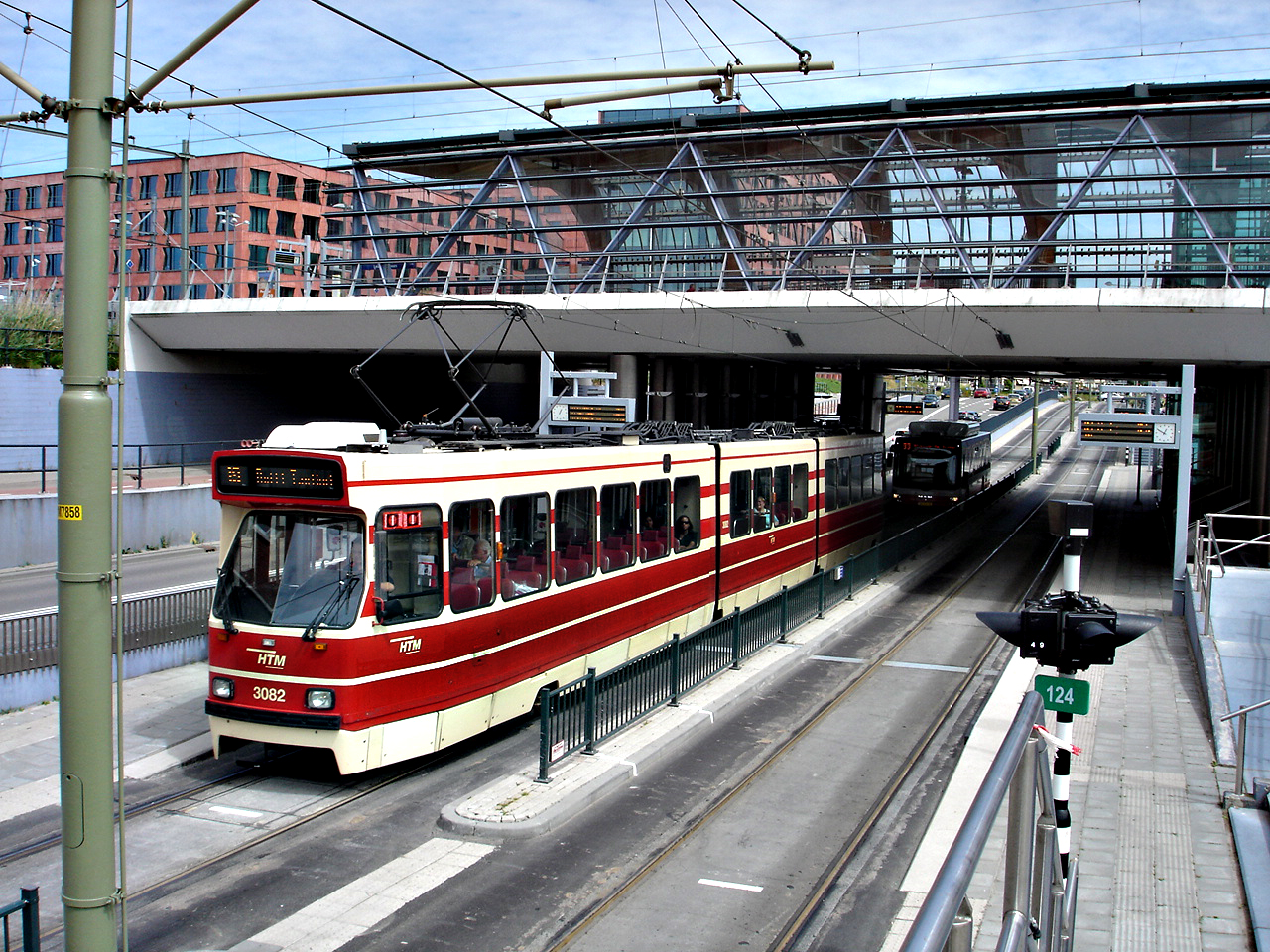
Lijn 19 met GTL-8 op een van de eerste exploitatiedagen. Station Leidschenveen.
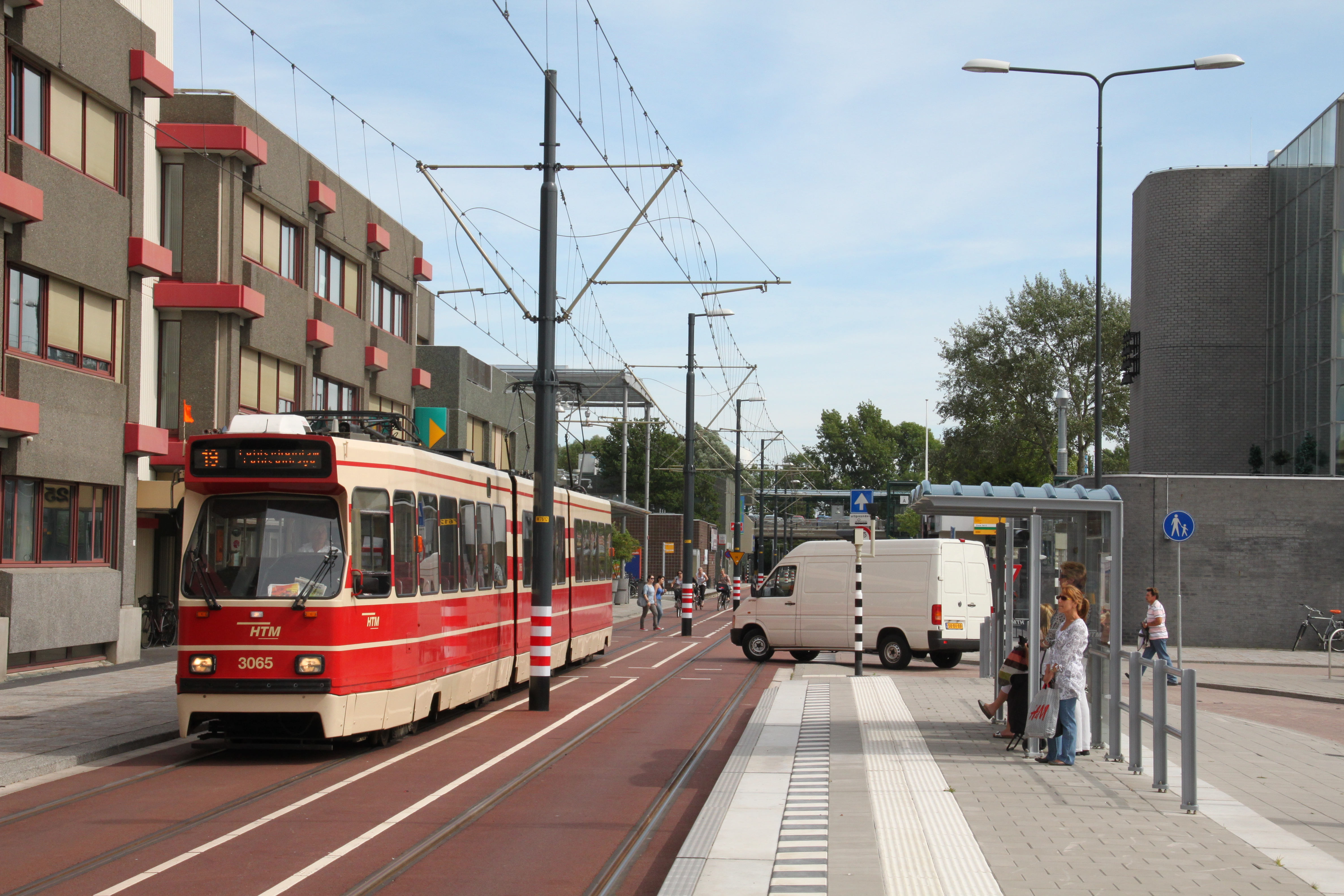
Winkelcentrum Leidsenhage (halte Weigelia).
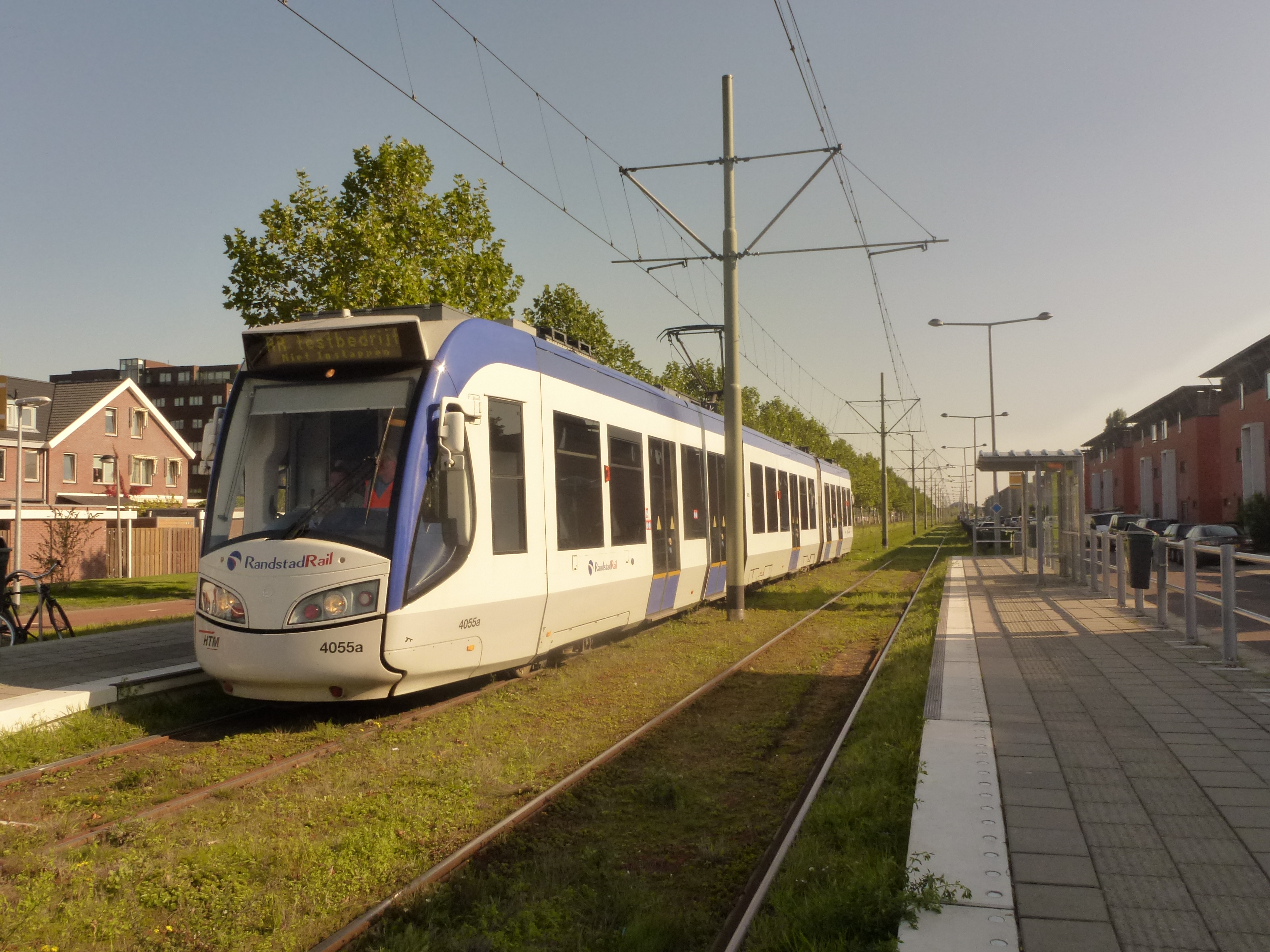
Regio Citadis op tramlijn 19 (halte Oude Middenweg).
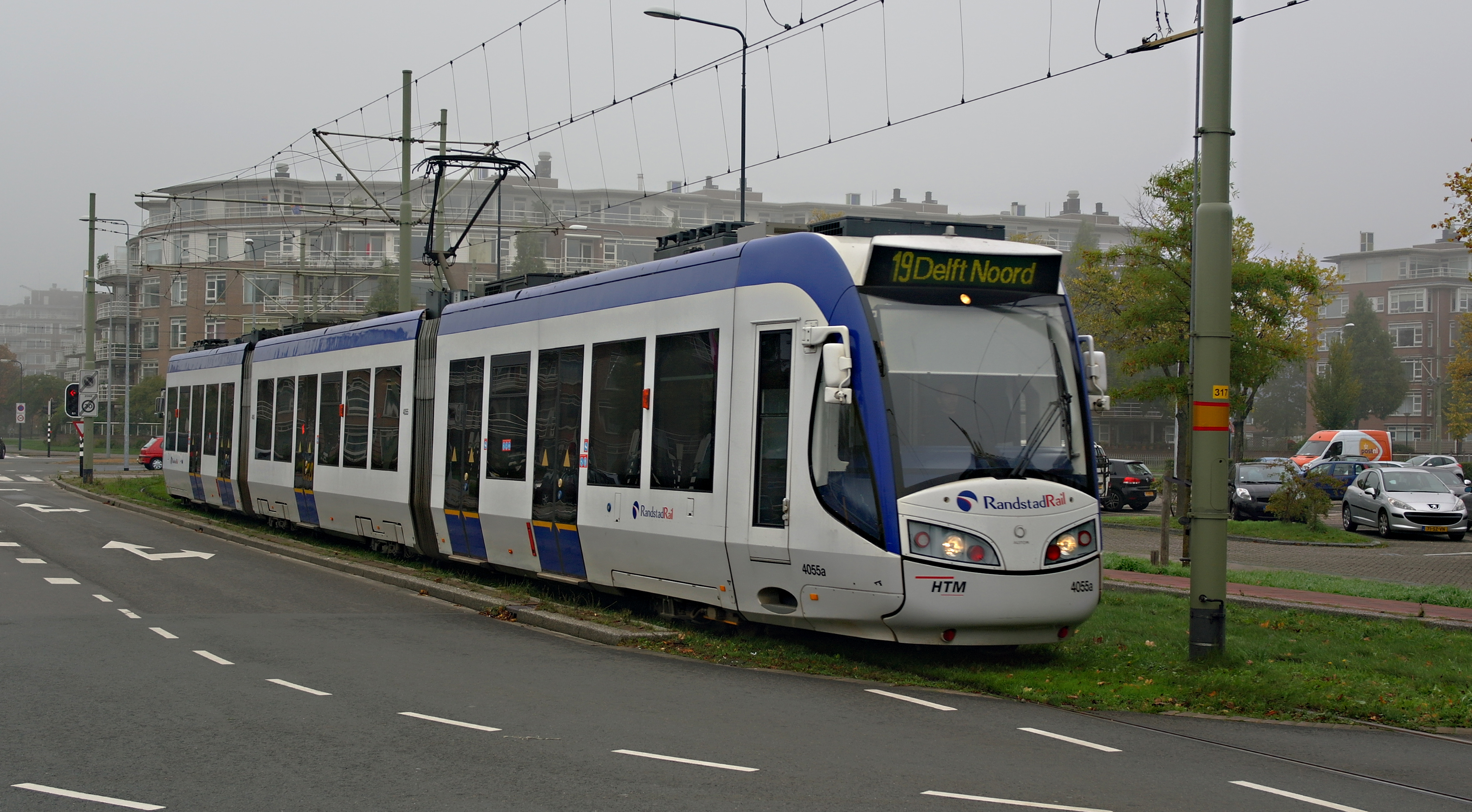
RegioCitadis richting Delft Noord nadat de lijn is ingekort eind 2013.